# Takane no ringo
„Takane no ringo” (jap. 高嶺の林檎) – dziewiąty singel japońskiego zespołu NMB48, wydany w Japonii 26 marca 2014 roku przez laugh out loud records.
Singel został wydany w czterech edycjach: trzech regularnych (Type A, Type B, Type C) oraz „teatralnej” (CD). Osiągnął 1 pozycję w rankingu Oricon i pozostał na liście przez 18 tygodni, sprzedał się w nakładzie 451 949 egzemplarzy. Singel zdobył status podwójnej platynowej płyty.

## Lista utworów
Wszystkie utwory zostały napisane przez Yasushiego Akimoto.

### Type A
| CD | CD | CD                   | CD              | CD      |
| Nr | Tytuł utworu                                                                                              | Kompozycja           | Aranżacja       | Długość |
| -- | --- | -------------------- | --------------- | ------- |
| 1. | „Takane no ringo” (jap. 高嶺の林檎)                                                                       | Shunsuke Tanaka      | Seiji Mutō      | 4:38    |
| 2. | „Isshūkan, zenbu ga getsuyōbi nara ii no ni...” (jap. 一週間、全部が月曜日ならいいのに…)                  | Toshihiko Takamizawa | Ikuta Machine   | 4:29    |
| 3. | „Prom no koibito” (jap. プロムの恋人) (wyk. Shirogumi)                                                    | Masazumi Ozawa       | Makoto Wakatabe | 4:37    |
| 4. | „Takane no ringo” (jap. 高嶺の林檎) (off vocal ver.)                                                      | Shunsuke Tanaka      | Seiji Mutō      | 4:38    |
| 5. | „Isshūkan, zenbu ga getsuyōbi nara ii no ni...” (jap. 一週間、全部が月曜日ならいいのに…) (off vocal ver.) | Toshihiko Takamizawa | Ikuta Machine   | 4:29    |
| 6. | „Prom no koibito” (jap. プロムの恋人) (off vocal ver.)                                                    | Masazumi Ozawa       | Makoto Wakatabe | 4:37    |

| DVD | DVD                                                                              | DVD     |
| Nr  | Tytuł utworu                                                                     | Długość |
| --- | -------------------------------------------------------------------------------- | ------- |
| 1.  | „Takane no ringo” (jap. 高嶺の林檎) (Music Video)                                |         |
| 2.  | „Takane no ringo” (jap. 高嶺の林檎) (Music Video Dancing Version)                |         |
| 3.  | „Prom no koibito” (jap. プロムの恋人) (Music Video)                              |         |
| 4.  | „Tokuten eizō „Oshaberi-gumi” (zenpen)” (jap. 特典映像 「おしゃべり組」（前編）) |         |

### Type B
| CD | CD | CD                   | CD                   | CD      |
| Nr | Tytuł utworu                                                                                              | Kompozycja           | Aranżacja            | Długość |
| -- | --- | -------------------- | -------------------- | ------- |
| 1. | „Takane no ringo” (jap. 高嶺の林檎)                                                                       | Shunsuke Tanaka      | Seiji Mutō           | 4:38    |
| 2. | „Isshūkan, zenbu ga getsuyōbi nara ii no ni...” (jap. 一週間、全部が月曜日ならいいのに…)                  | Toshihiko Takamizawa | Ikuta Machine        | 4:29    |
| 3. | „Mizukiri” (jap. 水切り) (wyk. Akagumi)                                                                   | Yoshiyasu Ōgami      | Yūichi "Masa" Nonaka | 4:11    |
| 4. | „Takane no ringo” (jap. 高嶺の林檎) (off vocal ver.)                                                      | Shunsuke Tanaka      | Seiji Mutō           | 4:38    |
| 5. | „Isshūkan, zenbu ga getsuyōbi nara ii no ni...” (jap. 一週間、全部が月曜日ならいいのに…) (off vocal ver.) | Toshihiko Takamizawa | Ikuta Machine        | 4:29    |
| 6. | „Mizukiri” (jap. 水切り) (off vocal ver.)                                                                 | Yoshiyasu Ōgami      | Yūichi "Masa" Nonaka | 4:11    |

| DVD | DVD                                                                             | DVD     |
| Nr  | Tytuł utworu                                                                    | Długość |
| --- | ------------------------------------------------------------------------------- | ------- |
| 1.  | „Takane no ringo” (jap. 高嶺の林檎) (Music Video)                               |         |
| 2.  | „Takane no ringo” (jap. 高嶺の林檎) (Music Video Dancing Version)               |         |
| 3.  | „Mizukiri” (jap. 水切り) (Music Video)                                          |         |
| 4.  | „Tokuten eizō „Oshaberi-gumi” (kōhen)” (jap. 特典映像 「おしゃべり組」（後編）) |         |

### Type C
| CD | CD | CD                   | CD                   | CD      |
| Nr | Tytuł utworu                                                                                              | Kompozycja           | Aranżacja            | Długość |
| -- | --- | -------------------- | -------------------- | ------- |
| 1. | „Takane no ringo” (jap. 高嶺の林檎)                                                                       | Shunsuke Tanaka      | Seiji Mutō           | 4:38    |
| 2. | „Isshūkan, zenbu ga getsuyōbi nara ii no ni...” (jap. 一週間、全部が月曜日ならいいのに…)                  | Toshihiko Takamizawa | Ikuta Machine        | 4:29    |
| 3. | „Yama e yukō” (jap. 山へ行こう) (wyk. Namba Teppoutai Sono Go)                                            | chalaza              | Yūichi "Masa" Nonaka | 4:51    |
| 4. | „Takane no ringo” (jap. 高嶺の林檎) (off vocal ver.)                                                      | Shunsuke Tanaka      | Seiji Mutō           | 4:38    |
| 5. | „Isshūkan, zenbu ga getsuyōbi nara ii no ni...” (jap. 一週間、全部が月曜日ならいいのに…) (off vocal ver.) | Toshihiko Takamizawa | Ikuta Machine        | 4:29    |
| 6. | „Yama e yukō” (jap. 山へ行こう) (off vocal ver.)                                                          | chalaza              | Yūichi "Masa" Nonaka | 4:51    |

| DVD | DVD                                                                          | DVD     |
| Nr  | Tytuł utworu                                                                 | Długość |
| --- | ---------------------------------------------------------------------------- | ------- |
| 1.  | „Takane no ringo” (jap. 高嶺の林檎) (Music Video)                            |         |
| 2.  | „Takane no ringo” (jap. 高嶺の林檎) (Music Video Dancing Version)            |         |
| 3.  | „Yama e yukō” (jap. 山へ行こう) (Music Video)                                |         |
| 4.  | „NMB48 feat. Yoshimoto Shinkigeki Vol. 8” (jap. NMB48 feat.吉本新喜劇 Vol.8) |         |

### Wer. teatralna
| CD | CD                                                     | CD              | CD                   | CD      |
| Nr | Tytuł utworu                                           | Kompozycja      | Aranżacja            | Długość |
| -- | ------------------------------------------------------ | --------------- | -------------------- | ------- |
| 1. | „Takane no ringo” (jap. 高嶺の林檎)                    | Shunsuke Tanaka | Seiji Mutō           | 4:38    |
| 2. | „Prom no koibito” (jap. プロムの恋人) (wyk. Shirogumi) | Masazumi Ozawa  | Makoto Wakatabe      | 4:37    |
| 3. | „Mizukiri” (jap. 水切り) (wyk. Akagumi)                | Yoshiyasu Ōgami | Yūichi "Masa" Nonaka | 4:11    |
| 4. | „Kasa wa iranai” (jap. 傘はいらない)                   | Tōru Irie       | Yūichi "Masa" Nonaka | 4:14    |
| 5. | „Takane no ringo” (jap. 高嶺の林檎) (off vocal ver.)   | Shunsuke Tanaka | Seiji Mutō           | 4:38    |
| 6. | „Prom no koibito” (jap. プロムの恋人) (off vocal ver.) | Masazumi Ozawa  | Makoto Wakatabe      | 4:37    |
| 7. | „Mizukiri” (jap. 水切り) (off vocal ver.)              | Yoshiyasu Ōgami | Yūichi "Masa" Nonaka | 4:11    |
| 8. | „Kasa wa iranai” (jap. 傘はいらない) (off vocal ver.)  | Tōru Irie       | Yūichi "Masa" Nonaka | 4:14    |

## Skład zespołu
| „Takane no ringo” |
| --- |
| - NMB48 Team N: Mayu Ogasawara, Riho Kotani, Kei Jōnishi, Miru Shiroma, Sayaka Yamamoto (środek), Akari Yoshida - MB48 Team N / AKB48 Team B: Miori Ichikawa, Miyuki Watanabe - NMB48 Team M: Yui Takano, Airi Tanigawa, Sae Murase, Nana Yamada - NMB48 Team M / AKB48 Team A: Fūko Yagura - NMB48 Team BII: Yūka Katō, Shū Yabushita - NMB48 Kenkyūsei: Nagisa Shibuya |

| „Isshūkan, zenbu ga getsuyōbi nara ii no ni...” |
| --- |
| - Team N: Ririka Sutō - Team M: Sara Takei - Team BII: Kanae Iso, Kokoro Naiki - Kenkyūsei: Natsuko Akashi, Yūmi Ishida, Mizuki Uno, Mai Odan, Chihiro Kawakami, Nagisa Shibuya, Momoka Shimazaki, Eriko Jō (środek), Riko Takayama, Honoka Terui, Hiromi Nakagawa, Reina Nakano, Rurina Nishizawa, Chiho Matsuoka, Megumi Matsumura, Arisa Miura, Ayaka Morita, Rina Yamao |

| „Prom no koibito” |
| --- |
| - NMB48 Team N: Kanako Kadowaki, Rika Kishino, Haruna Kinoshita, Sayaka Yamamoto (środek) - NMB48 Team M: Ayaka Okita, Ayaka Murakami, Natsumi Yamagishi - NMB48 Team M / AKB48 Team A: Fūko Yagura - NMB48 Team BII: Akari Ishizuka, Anna Ijiri, Emika Kamieda - NMB48 Kenkyūsei: Mai Odan |

| „Mizukiri” |
| --- |
| - NMB48 Team N: Rina Kondō, Yūki Yamaguchi - NMB48 Team N / AKB48 Team B: Miyuki Watanabe (środek) - NMB48 Team M: Rena Kawakami, Momoka Kinoshita, Mao Mita, Nana Yamada, Keira Yogi - NMB48 Team BII: Konomi Kusaka, Rina Kushiro - NMB48 Kenkyūsei: Arisa Miura, Rina Yamao |

| „Yama e yukō” |
| --- |
| - Team N: Miru Shiroma (środek), Aika Nishimura, Momoka Hayashi - Team BII: Hono Akazawa, Yūri Ōta, Kanako Muro - Kenkyūsei: Chihiro Kawakami, Reina Nakano |

| „Kasa wa iranai” |
| --- |
| - Team N: Narumi Koga, Ririka Sutō - Team M: Yuki Azuma, Sara Takei - Team BII: Iso Kanae, Mirei Ueda, Hazuki Kurokawa, Saki Kono, Rikako Kobayashi, Kokoro Naiki - Kenkyūsei: Natsuko Akashi, Yūmi Ishida, Mizuki Uno, Momoka Shimazaki, Eriko Jō, Riko Takayama, Honoka Terui, Hiromi Nakagawa, Rurina Nishizawa, Chiho Matsuoka, Megumi Matsumura, Ayaka Morita |

## Notowania
| Lista                             | Pozycja |
| --------------------------------- | ------- |
| Oricon Weekly Singles Chart       | 1       |
| Oricon Yearly Singles Chart       | 15      |
| Billboard Japan Hot 100           | 1       |
| Billboard Japan Top Singles Sales | 1       |

## Inne wersje
- Indonezyjska grupa JKT48, wydała własną wersję piosenki „Takane no ringo” na dziewiątym singlu Pareo wa Emerald w 2015 roku.